# The Common Linnets
The Common Linnets je nizozemsko-americký hudební projekt založený zpěvačkou Ilse DeLange v roce 2013. Jejich repertoár se pohybuje na pomezí country, folku, popu a bluegrass. V roce 2014 obsadili coby zástupci Nizozemska druhé místo na Eurovision Song Contest v Kodani. Soutěžní píseň "Calm After the Storm" obsadila přední příčky řady evropských hitparád.
Projekt má na kontě dvě alba.

## Členové kapely
Současní členové
- Ilse DeLange - zpěv, kytara (2013-)
- Jake Etheridge - zpěv, kytara, klavír (2013-)
- JB Meijers - zpěv, elektrická kytara, steel kytara (2013-)
- Matthew Crosby - zpěv, kytara, klavír (2013-)
- Bart Vergoossen - bicí (2013-)

Dřívější členové
- Waylon (Willem Bijkerk) - zpěv, kytara (2013-2014)
- Rob Crosby - zpěv, kytara (2014-2015)

## Historie

### 2013-14: Eurovize a debutové album
Countryové uskupení vzniklo koncem roku 2013 z podnětu country zpěvačky Ilse DeLange, pohybující se na nizozemské hudební scéně přes dvacet let. Ilsin známý Willem Bijkerk, zpěvák vystupující pod pseudonymem Waylon, byl prvním přizvaným interpretem. Členové uskupení si kladli za cíl složit plnohodnotné countryové album. Rovněž chtěli, aby jejich projekt mohl být platformou pro další nizozemské countryové umělce. Během nahrávání alba byli The Common Linnets osloveni televizí AVROTROS, aby vystoupili v barvách Nizozemska na Eurovizi 2014 v Kodani. Nabídku přijali, a v březnu následujícího roku byla vydána soutěžní píseň "Calm After the Storm", výsledek kreativní spolupráce Ilse, Roba a Matthewa Crosbyů, JB Meijerse a Jakea Etheridge. Týden po vydání zaujala v nizozemské hitparádě singlů první místo 
Dne 6. května vystoupili The Common Linnets v prvním semifinále Eurovize, z něhož postoupili do finále 10. května. Po semifinálovém vystoupení se kurz sázkových kanceláří na vítězství Nizozemska začal prudce snižovat, a postupně dostihl kurzy favoritů z Rakouska a Švédska.
Píseň rovněž začala stoupat v hitparádách iTunes. V předvečer finále vyšlo studiové album The Common Linnets. Všech dvanáct písní alba se již o týden později probojovalo do nejlepší stovky nizozemských singlů.
Ve finále skupina zopakovala své vystoupení, a v konečném hlasování získala druhé místo s 238 body. Stala se tak nejúspěšnějším nizozemským účastníkem soutěže od roku 1975. Rovněž obdržili nejvyšší dvanáctibodová ohodnocení z Estonska, Islandu, Lotyšska, Litvy, Maďarska, Německa, Norska a Polska.

## Diskografie

### Studiová alba
| Název              | Datum vydání     | Umístění   | Umístění | Umístění | Umístění | Umístění | Umístění | Umístění | Umístění  | Umístění  | Umístění           | Ocenění                                              |
| Název              | Datum vydání     | Nizozemsko | Rakousko | Belgie   | Dánsko   | Německo  | Irsko    | Skotsko  | Španělsko | Švýcarsko | Spojené království | Ocenění                                              |
| ------------------ | ---------------- | ---------- | -------- | -------- | -------- | -------- | -------- | -------- | --------- | --------- | ------------------ | ---------------------------------------------------- |
| The Common Linnets | - 9. květen 2014 | 1          | 3        | 12       | 12       | 11       | 45       | 39       | 42        | 16        | 40                 | 3x platinová deska 1x platinová deska 1x zlatá deska |
| II                 | - 25. září 2015  | 1          | 32       | 40       | —        | 18       | —        | —        | —         | —         | —                  |                                                      |

### Singly
"Calm After The Storm"
- Vydáno 13. března 2014
- Zlatá deska (Nizozemsko)
- Top5: Nizozemsko, Belgie, Dánsko, Irsko, Rakousko, Spojené království, Španělsko, Švýcarsko